# Boucle de rétroaction (économie)
Pour les articles homonymes, voir Rétroaction (homonymie).
Une boucle de rétroaction est, en économie, un phénomène d'influence mutuelle et auto-entretenu entre deux variables économiques. Les boucles de rétroactions sont reliées par des courroies de transmission qui permettent à une variable d'influer sur l'autre, et vice versa.

## Définition
Les boucles de rétroaction appartiennent originellement aux sciences dures. Elles permettent de désigner des situations d'influence mutuelle qui permettent de stabiliser un système. Michel Aglietta les définit comme des « dynamiques autorenforçantes », notamment basées sur les anticipations des agents économiques. Pierre Jacquemot définit une boucle de rétroaction positive comme étant où « les effets secondaires tendent à renforcer la tendance de départ », et ce de manière mutuelle et entretenue par le système lui-même. La boucle peut amplifier ou ralentir un phénomène,. Jay Wright Forrester écrit que « la boucle de rétroaction est l'élément structurel de base des systèmes. Le comportement dynamique est engendré par la boucle de rétroaction ».
Il faut toutefois attendre la Théorie générale de l'emploi, de l'intérêt et de la monnaie de John Maynard Keynes, et le manuel Economics de Paul Samuelson qui inaugure la synthèse néoclassique, qui fondent la division entre la microéconomie et la macroéconomie, pour que l'économie importe ce concept. Keynes pense la macroéconomie keynésienne comme un système économique principalement fermé (au contraire d'une économie ouverte), où les grandes variables que sont l'épargne, la monnaie, le taux d'intérêt et l'emploi agissent et s'influencent entre elles.

## Concept
Keynes insiste sur le rôle essentiel de l'interrelation entre le secteur monétaire et le secteur réel. Le taux d'intérêt, fixé sur le marché monétaire, relie le secteur réel et le secteur monétaire. En effet, le taux d'intérêt détermine l'investissement et l'emploi, en même temps que l'emploi (et donc l'offre de monnaie générée par ce dernier) influe en retour sur le taux d'intérêt.
Une boucle de rétroaction peut être créée de toutes pièces par une politique économique, ou renforcée. Il existe une boucle de rétroaction naturelle entre le niveau des prix et le niveau des salaires, mais l'indexation des salaires sur les prix crée une rétroaction constante entre l'évolution des prix et des salaires. 
Dans une perspective néoclassique, et notamment celle de la Nouvelle économie classique, les boucles de rétroaction ont une capacité autorégulatrice. En effet, un marché permettant la fixation d'un équilibre entre l'offre et la demande, tout agent économique qui s'en écarte déséquilibre le marché. Si l'offre est soudainement supérieure à la demande, les prix vont chuter, incitant à la fois le producteur à réduire sa production et les consommateurs à acheter plus, rétablissant un nouvel équilibre. Les boucles de rétroaction sont donc souvent utilisées dans le cadre de réflexions sur l'équilibre général.
Les politiques publiques doivent ainsi prendre en compte les effets des boucles de rétroaction sur l'activité économique, car les ignorer peut mener à des effets pervers, à la fois négatifs dans leurs conséquences, et non désirés. Il s'agit aussi pour la puissance publique de corriger les boucles de rétroaction négatives.

## Types de boucles de rétroaction

### Demande - taux d'intérêt
Le modèle IS/LM, fondement de la synthèse néoclassique, a été augmenté dans une version dynamique appelée « IS-LM dynamique ». Une augmentation de la demande tire les prix vers le haut, stimule l'inflation et la croissance ; or, cela fait augmenter les taux d'intérêt. Cette hausse produit en retour une boucle négative vers la demande par deux canaux. Premièrement, le canal des prix, en produisant une éviction par les prix (baisse de la demande du fait d'une hausse des prix) ; ensuite, par le canal financier, en produisant une éviction financière qui déprime les investissements.

### Structure du marché - comportement des firmes
La théorie structure-comportement-performance soutient que la structure d'un marché influe sur le comportement des firmes, ce qui détermine leur performance. Ce modèle a été augmenté avec le temps pour inclure une boucle de rétroaction du comportement des firmes sur la structure du marché. En investissant en recherche et développement, par exemple, une entreprise peut réduire le coût de production d'un bien jusqu'au point où elle peut chasser les compétiteurs du marché du fait de son avantage concurrentiel.

### Baisse des prix du travail - demande de travail
La courbe de Philips met en évidence qu'il a existé une relation inverse entre l'augmentation du niveau des salaires et le chômage. Un surcroît de demande de travail de la part des entreprises conduit à une chute du chômage, et donc à une hausse du pouvoir de négociation des travailleurs, qui obtiennent un salaire plus élevé. La hausse du coût du travail est répercutée sur les prix, causant une diminution du salaire réel. En retour, cela provoque une augmentation de la demande de travail, et donc une baisse du chômage. 

## Épistémologie
La question des boucles de rétroaction fait l'objet de réflexions épistémologiques. Penser le système économique comme étant mu par des boucles de rétroaction permet de repenser l'économie comme un système dynamique, à l'opposé des statistiques, par nature statiques, qui informaient les économistes jusqu'à la première moitié du XXe siècle. Penser les boucles de rétroaction permet aussi de réfléchir aux fondements de l'économie comme les courbes de l'offre et de la demande, qui doivent être étendues pour représenter le tâtonnement par lequel l'équilibre se fait et se défait continuellement.
L'évaluation des évolutions des boucles de rétroaction est difficile car elle implique de réussir à identifier tous les mécanismes à l'oeuvre et à les isoler afin de connaître l'effet de l'évolution de l'une sur les autres. Les modélisations économiques exigent ainsi parfois, pour ce défaire de ces difficultés, de poser la contrainte du ceteris paribus (toutes choses égales par ailleurs).

## Annexe